# 尼祿拱門
《尼祿拱門》（英語：Arch of Nero）是托马斯·科尔的布面油画，在1846年完成。它原先在紐華克博物館展示，但到2021年7月2日轉至費城藝術博物館展覽。2021年5月19日，這幅作品在蘇富比拍賣會上以998,000美元的外加費用出售給佛羅里達收藏家托馬斯·H和黛安·德梅爾·雅各布森所經營的私人基金會。他們購買的原因是「讓它能公之於眾，並很快借給費城藝術博物館作宣傳」。70位「頂級藝術策展人和學者」向紐華克博物館寫了封公開信，稱《尼祿拱門》「是美國共和主義一場重要且緊迫的演講。它講述了美國建國的理想，也代表美國未能實現自己的理想，並號召美國成為最好的自己⋯⋯對於柯爾這樣的東北人來說，美國共和主義腐敗的主要原因是南方的奴隸制，及其聯邦政府內部的不公正影響。柯爾通過給人物披上紅、白、藍三色衣服，明確了他在羅馬共和國的腐敗、衰落和垮台與如今美國建立聯繫。」

## 外部連結
- 美國國家公園管理局：解析托马斯·科尔 （页面存档备份，存于）